# أندرو جاكسون فيلت
أندرو جاكسون فيلت هو محامي وسياسي أمريكي، ولد في 27 ديسمبر 1833 في Victor, New York ‏ في الولايات المتحدة، وتوفي في 27 يونيو 1912 في غاردن سيتي في الولايات المتحدة. نشط حزبياً في الحزب الجمهوري. وقد انتخب نائب حاكم كانساس ‏.